# Ней-Алтуна
Ней-Алтуна (нід. Nij Altoenae, нід. вимова: [ˈnɛi̯ ˈɑl.tuˌnaː]) — село в нідерландській провінції Фрисландія, неподалік узбережжя Ватового моря. Входить до муніципалітету Вадхуке.
Його площа становить 0,17км², а населення станом на 2021 рік складало 325 осіб.
Перша згадка про населений пункт датується 1958 роком.

## Галерея

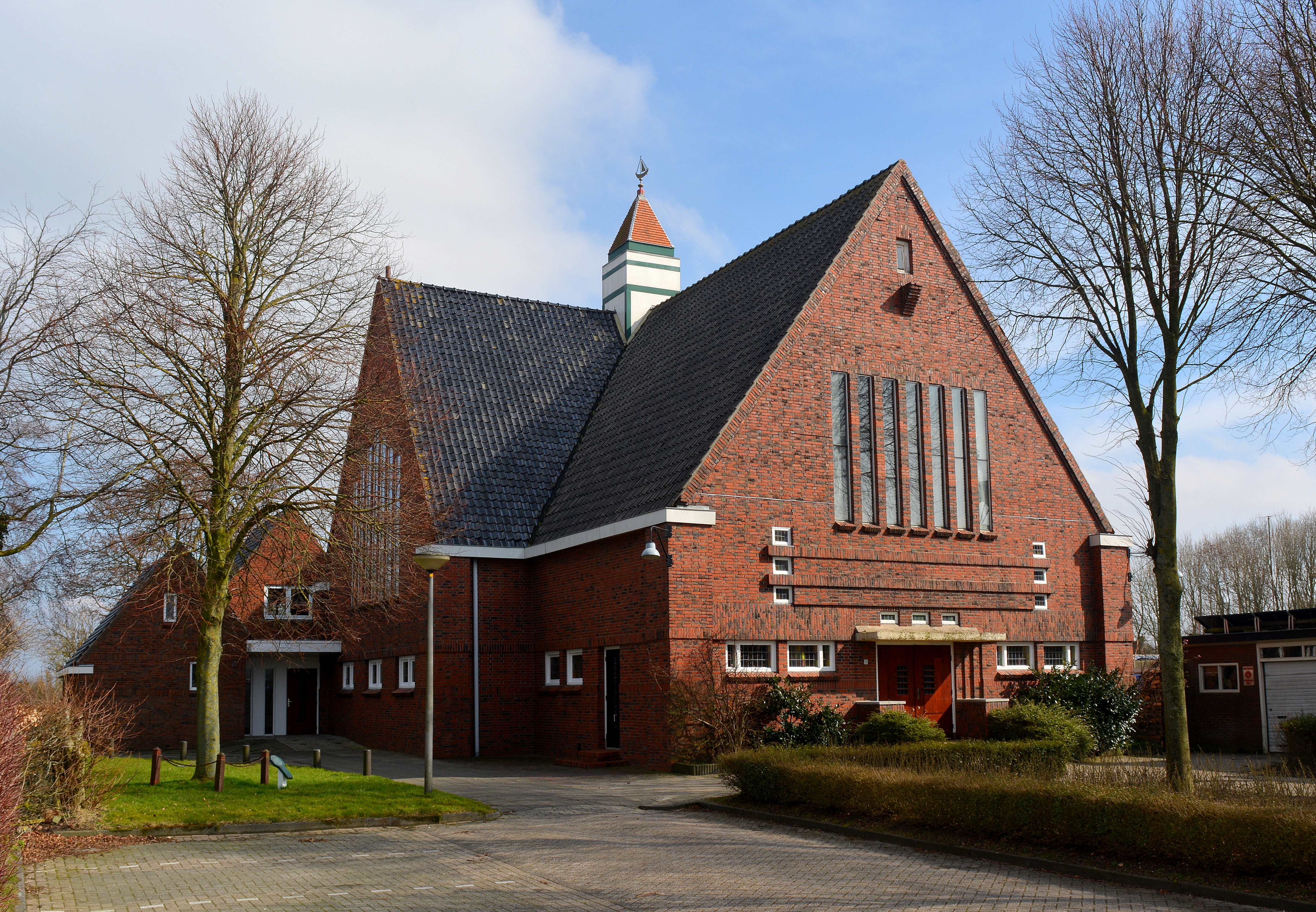
Церква між дамбами